# Musaranya elefant gegant
La musaranya elefant gegant (Rhynchocyon cirnei) és una espècie de musaranya elefant de la família dels macroscelídids.

## Distribució
Viu a la República Democràtica del Congo, Malawi, Moçambic, Tanzània, Uganda, Zàmbia i possiblement la República Centreafricana. Habita els boscs secs tropicals i subtropicals, els boscs humits de terres baixes, montans humits tropicals o subtropicals i matollars subtropicals o subtropicals. És amenaçada per la pèrdua d'hàbitat.

## Comportament
Les musaranyes elefant gegants romanen tota la vida amb la mateixa parella. Cada parella defensa un territori d'algunes acres.

## Dieta
És un animal principalment insectívor que s'alimenta de tèrmits, formigues, escarabats i centpeus. També menja mol·luscs, ous i petits mamífers, rèptils i ocells.